# Diario de Risaralda
El Diario de Risaralda fue un periódico regional colombiano, conocido por su destacado papel en la desmembración del Viejo Caldas y el movimiento separatista que dio lugar a la fundación del Departamento de Risaralda. 

## Historia
Su primer ejemplar salió a circulación el 4 de julio de 1966, con el claro objetivo de dar soporte mediático al movimiento Pro-Risaralda, y financiado por la élite económica y política que promovía la secesión de Pereira (como capital de occidente caldense) del Viejo Caldas. Como director fue nombrado Luis Guillermo Velásquez. 
A diferencia de otros medios como La Patria de Manizales (Prounionista y Conservador) y El Diario de Pereira (Separatista y Liberal), el Diario de Risaralda no tenía una filiación partidista notable, ya que, también a diferencia de los otros que ya llevaban una amplia trayectoria periodística y fueron fundados para otros fines, este medio fue fundado exclusivamente para apoyar la disolución de Caldas. Pese a que tenía secciones tradicionales de los periódicos como noticias nacionales y deportivas, la mitad de su espacio era dedicado a influir en la opinión pública local para que apoyasen al proyecto secesionista. Su principal rival fue el unionista La Patria de Manizales, con quien sostuvo agrios enfrentamientos. 
El periódico se llegó a distribuir en Ibagué, Cali y Bogotá, para promocionar la fundación del nuevo departamento entre la opinión pública nacional. Para obtener más financiación, sus propietarios movilizaron una gran campaña propagandística para dar a entender que "todo el que apoye la fundación de Risaralda debe apoyar la financiación del Diario de Risaralda", campaña que tuvo éxito y permitió el crecimiento en circulación y tiraje del periódico. 
Una vez fundado el departamento, el diario jugó un papel importante en la consolidación de la identidad risaraldense, circulando algunos años más hasta su desaparición a principios de los años 1970, cuando se fusionó parcialmente con El Diario. 